# FEZ1
FEZ1 (англ. Fasciculation and elongation protein zeta 1) – білок, який кодується однойменним геном, розташованим у людей на короткому плечі 11-ї хромосоми. Довжина поліпептидного ланцюга білка становить 392 амінокислот, а молекулярна маса — 45 119.
| 10         |  | 20         |  | 30         |  | 40         |  | 50         |
| ---------- |  | ---------- |  | ---------- |  | ---------- |  | ---------- |
| MEAPLVSLDE |  | EFEDLRPSCS |  | EDPEEKPQCF |  | YGSSPHHLED |  | PSLSELENFS |
| SEIISFKSME |  | DLVNEFDEKL |  | NVCFRNYNAK |  | TENLAPVKNQ |  | LQIQEEEETL |
| QDEEVWDALT |  | DNYIPSLSED |  | WRDPNIEALN |  | GNCSDTEIHE |  | KEEEEFNEKS |
| ENDSGINEEP |  | LLTADQVIEE |  | IEEMMQNSPD |  | PEEEEEVLEE |  | EDGGETSSQA |
| DSVLLQEMQA |  | LTQTFNNNWS |  | YEGLRHMSGS |  | ELTELLDQVE |  | GAIRDFSEEL |
| VQQLARRDEL |  | EFEKEVKNSF |  | ITVLIEVQNK |  | QKEQRELMKK |  | RRKEKGLSLQ |
| SSRIEKGNQM |  | PLKRFSMEGI |  | SNILQSGIRQ |  | TFGSSGTDKQ |  | YLNTVIPYEK |
| KASPPSVEDL |  | QMLTNILFAM |  | KEDNEKVPTL |  | LTDYILKVLC |  | PT         |

A: Аланін

C: Цистеїн

D: Аспарагінова кислота

E: Глутамінова кислота

F: Фенілаланін

G: Гліцин

H: Гістидин

I: Ізолейцин

K: Лізин

L: Лейцин

M: Метіонін

N: Аспарагін

P: Пролін

Q: Глутамін

R: Аргінін

S: Серин

T: Треонін

V: Валін

W: Триптофан

Кодований геном білок за функцією належить до фосфопротеїнів. 
Задіяний у таких біологічних процесах, як транспорт, альтернативний сплайсинг. 
Локалізований у клітинній мембрані, цитоплазмі, цитоскелеті, мембрані.